# Adolf Tołkaczow
Adolf Gieorgijewicz Tołkaczow (ros. Адольф Георгиевич Толкачёв; ur. 6 stycznia 1927 w Aktobe, zm. 24 września 1986), radziecki konstruktor, zatrudniony w lotniczym instytucie badawczym w Moskwie, który pracował na rzecz wywiadu amerykańskiego od drugiej połowy lat 70. Dostarczał projekty, plany, wyniki lotów doświadczalnych samolotów i pocisków rakietowych.
Bob Woodward w książce Tajne wojny CIA napisał na temat Tołkaczowa:

Otworzył perspektywy na przyszłość, na studia i prace badawczo-rozwojowe oraz na nowe generacje uzbrojenia, zwłaszcza niewykrywalne przez radar. Szacuje się, iż dostarczone przezeń materiały miały wartość miliardów dolarów.

Wydał go zaczynający właśnie współpracę z KGB funkcjonariusz Centralnej Agencji Wywiadowczej Aldrich Ames. Jak się później okazało, Tołkaczow został już wcześniej wskazany przez własnego oficera prowadzącego Edwarda L. Howarda, Aldrich Ames po prostu potwierdził współpracę Tołkaczowa. Edward Lee Howard przejął prowadzenie Tołkaczowa po niespodziewanym zatrzymaniu poprzednika Paula M. Stombaugha jr. przez kontrwywiad KGB 13 czerwca 1985.
Z odtajnionych dokumentów KGB wynika, że przewodniczący KGB Wiktor Czebrikow 25 września 1986 zameldował na Kremlu o egzekucji Adolfa Tołkaczowa.